# Val di Rasa
La Val di Rasa è una valle minore della Provincia di Varese, compresa nel Parco Regionale Campo dei Fiori.

## Geografia
La valle collega la conca della città di Varese con la conca di Brinzio, che a sua volta sbocca in Valcuvia. Il suo territorio inizia nel comune di Varese, a nord della frazione di Fogliaro, e termina al Passo della Mottarossa (565 m s.l.m.).
È solcata dal principale ramo sorgentizio del fiume Olona, dove si trova l'abitato di Rasa

### Orografia
La Val di Rasa è stretta tra i massicci del Campo dei Fiori (1227 m s.l.m.) ad occidente e della Martica-Chiusarella (1032 m s.l.m.) ad oriente, entrambi compresi nelle Prealpi Varesine.

### Idrografia
La valle è ricca di corsi d'acqua e zone umide.
Il fiume Olona ha in questa valle tre delle sue sei sorgenti. La principale si trova a monte di Rasa, in località Fornaci della Riana, a 548 m s.l.m., nel parco di Villa Cagnola, dimora monumentale di inizio novecento di proprietà del Parco Campo dei Fiori. Presso l'abitato di Rasa confluiscono nell'Olona gli altri due rami sorgentizi ed alcuni affluenti, i torrenti Legnone, Des e Sesnivi o Valle del Forno. Più a sud in località Gottardo, confluiscono nell'Olona anche i torrenti Braschè e Pissabò.

## Galleria d'immagini

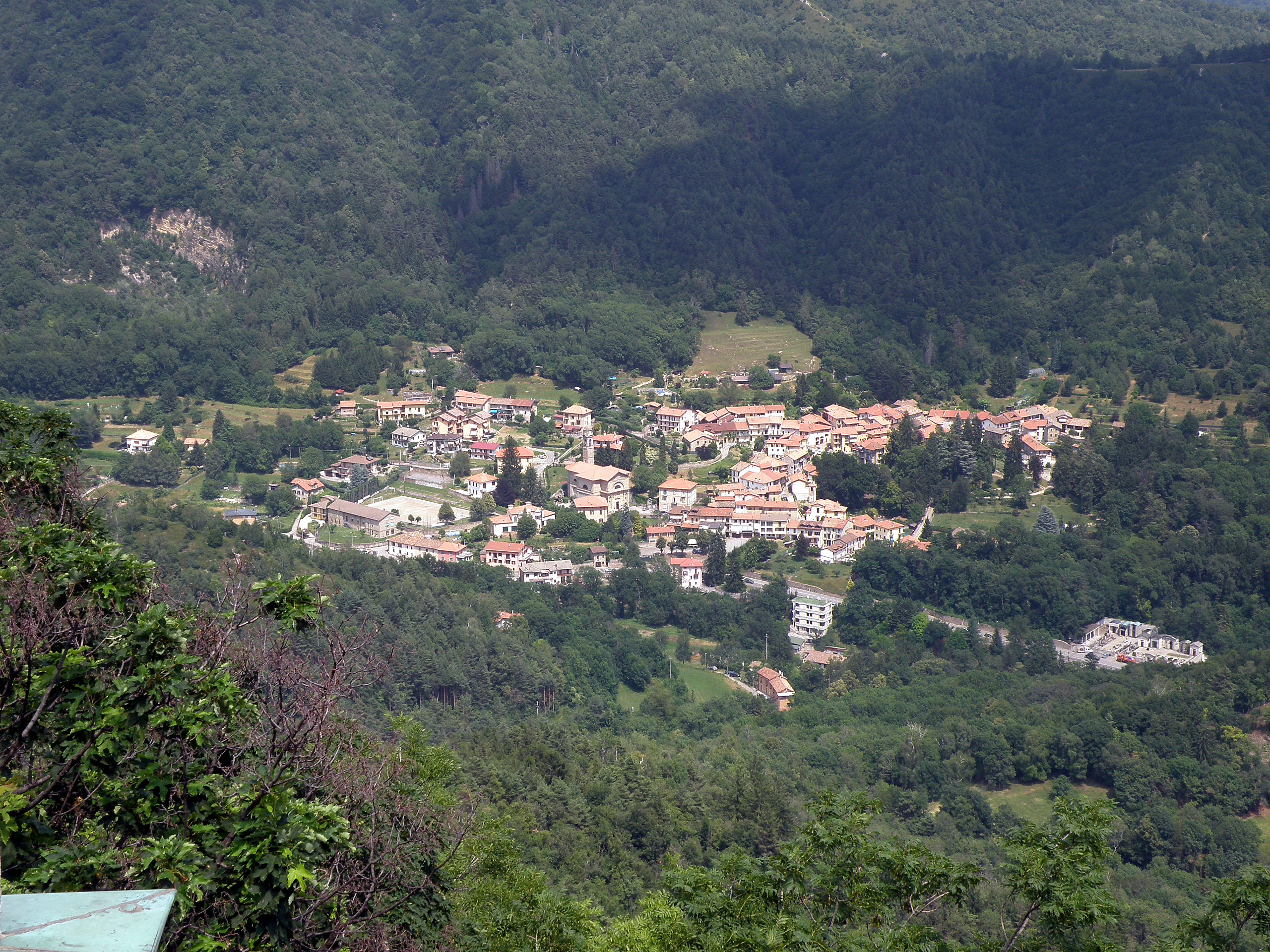
Rasa di Varese.
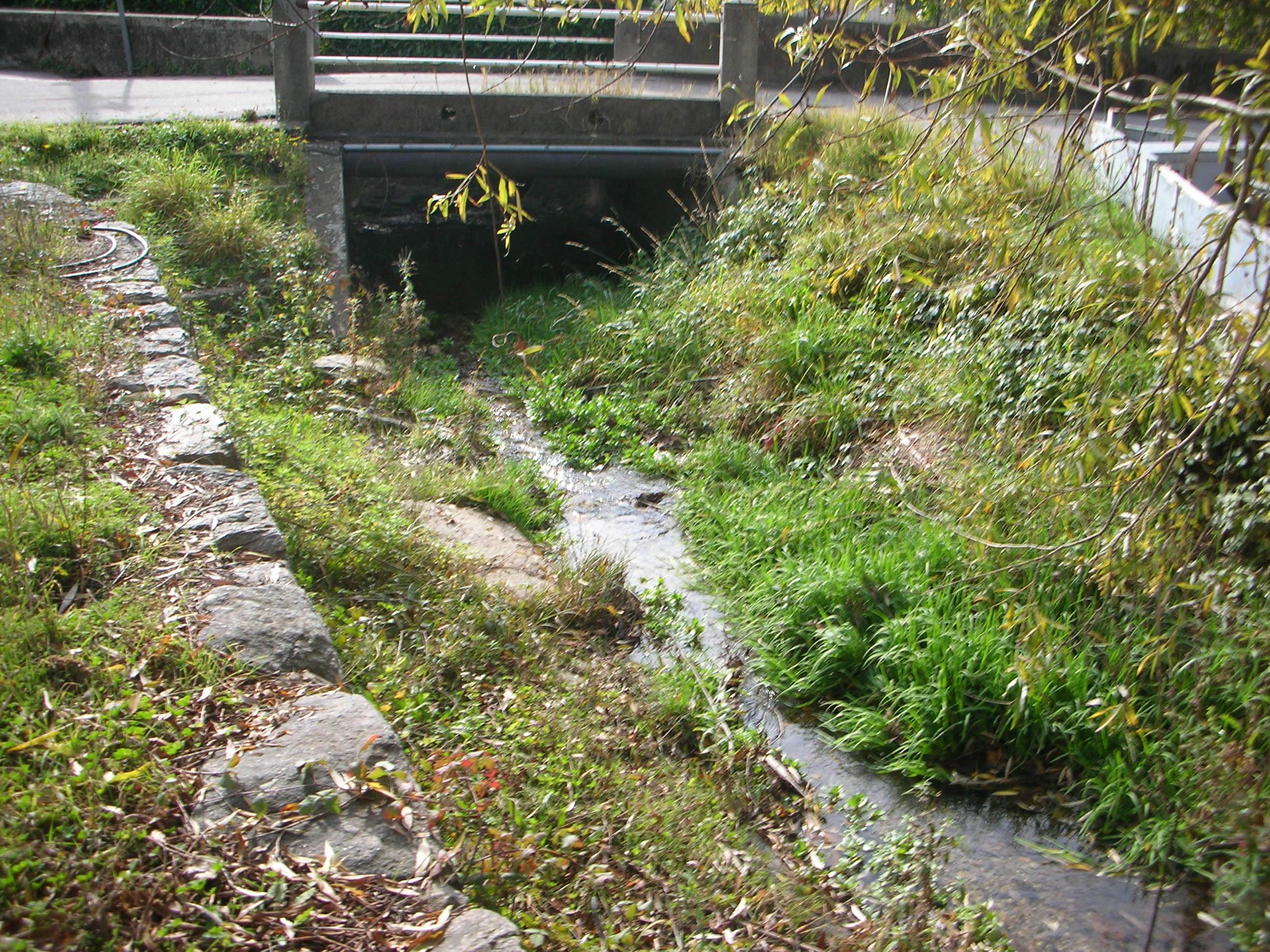
Il fiume Olona alla Rasa, poco dopo la sorgente.